# کاظم معتمدنژاد
کاظم معتمدنژاد (زادهٔ اردیبهشت ۱۳۱۳ در مود، خراسان جنوبی – درگذشتهٔ ۱۴ آذر ۱۳۹۲ در تهران) روزنامه‌نگار و حقوق‌دان ایرانی بود.
معتمدنژاد به دلیل نقشی که در تدریس آکادمیک علوم ارتباطات و روزنامه‌نگاری در ایران داشت به «پدر علم ارتباطات ایران» شهرت یافته بود.

## زندگی‌نامه
کاظم معتمدنژاد در سال ۱۳۱۳ در روستای مود در استان خراسان جنوبی (۳۶کیلومتری بیرجند مرکز استان) متولد شد.
پدرش فرهنگی و مدیر دبیرستان بود و سایر اعضای خانوادهٔ او نیز در مشاغل فرهنگی بوده‌اند.
تحصیلات ابتدایی و قسمتی از تحصیلات متوسطه خود را در زادگاهش و قسمت دیگر را در بیرجند و سال ششم ادبی را در دبیرستان مروی تهران گذراند. در سال ۱۳۳۶ به اخذ درجهٔ لیسانس و در سال ۱۳۳۹ به اخذ درجهٔ دکتری در رشتهٔ حقوق قضائی از دانشکده حقوق و علوم سیاسی دانشگاه تهران نائل شد.
وی در زمان تحصیل در دورهٔ کارشناسی، با مدیر وقت روزنامه کیهان -که استاد او نیز بود- رابطهٔ دوستانه‌ای برقرار کرد. وقتی استاد از دانشجویان دورهٔ دکتری برای همکاری در کیهان دعوت کرد، معتمد نژاد فرصت را غنیمت شمرده و به محیط روزنامه وارد شد. دیری نپایید که از مترجمی زبان فرانسه، به مسئولیت گروه خارجی و مقالات ارتقا یافت.
روزنامهٔ کیهان که به روزنامه‌نگاران تحصیلکرده نیاز داشت، برای وی بورسیه‌ای از دولت فرانسه دریافت کرد. معتمد نژاد در دانشگاه سوربن فرانسه موفق به اخذ دکتری حقوق و علوم سیاسی و نیز دکتری تخصصی روزنامه‌نگاری از انستیتوی مطبوعات و علوم نظری دانشگاه پاریس شد.
وی از سال ۱۳۴۶ وکیل پایه یک دادگستری شده و از سال ۱۳۷۹ مشاور حقوقی اتحادیه بین‌المللی ارتباطات دور بود. تلاش‌های معتمدنژاد به همراه نعیم بدیعی در دوران بعد از انقلاب که دانشکده ارتباطات و رشتهٔ ارتباطات منحل و ارتباطات به یکی از گرایش‌های رشته علوم اجتماعی تبدیل شده بود، باعث شد دوباره این رشته احیا شود.
او از زمرهٔ نخستین گروه‌های دانشجویانی است که با سفر به غرب و تحصیل در این رشته، پای مباحث این علم را که در دنیا هم جزو علوم جدید محسوب می‌شود، به کشور باز کردند. او البته جزو گروهی از دانش‌آموختگان قدیمی این رشته بوده که نه تنها به کشور خود بازگشته، بلکه به شکل فعالی، در این زمینه به دانش‌افزایی جامعهٔ علاقمندان پرداخته و خیلی از اولین‌های این رشته -ازجمله نخستین دانشکدهٔ علوم ارتباطات- را در کشورمان بنیاد می‌نهد.

## درگذشت
معتمدنژاد بعدازظهر چهاردهم آذر ۱۳۹۲ در بیمارستانی در تهران به دلیل بیماری درگذشت و در قطعهٔ نام‌آوران بهشت زهرا به خاک سپرده شد.

## فعالیت‌ها
معتمدنژاد در تأسیس انجمن‌ها و مؤسسات و دوره‌های آموزشی و پژوهشی متعددی نقش داشت:
- عضو مؤسس دورهٔ عالی روزنامه‌نگاری، مؤسسهٔ عالی مطبوعات و روابط عمومی و دانشکده علوم ارتباطات اجتماعی:۱۳۴۳ – ۱۳۵۰
- عضو هیئت مؤسس بخش ارتباطات بین‌المللی انجمن بین‌المللی تحقیق در ارتباط جمعی: ۱۹۷۶ (۱۳۵۵)
- عضو هیئت مؤسس «مرکز مطالعات فراملی ارتباطات و اطلاعات در کشورهای آسیا، آفریقا، آمریکای لاتین و پاریس » ۱۹۹۲ (۱۳۷۱) دورهٔ فوق لیسانس علوم ارتباطات در دانشگاه علامه طباطبایی، ۱۳۶۸
- عضو مؤسس دورهٔ دکتری علوم ارتباطات در دانشگاه علامه طباطبایی، ۱۳۷۵
- عضو مؤسس «مرکز پژوهش‌های ارتباطات » وابسته به دانشگاه علامه طباطبایی و وزارت پست و تلگراف و تلفن، ۱۳۷۵
- پیشنهاد دهنده تأسیس « مرکز مطالعات و تحقیقات ارتباطات در آسیای مرکزی » با همکاری یونسکو در تهران، از طریق کمیسیون ملی یونسکو در ایران در سال ۱۳۷۴ که پس از اعزام یک هیئت بررسی و امکان‌سنجی از سوی سازمان مذکور به ایران و کشورهای منطقه، همچنان در حال مطالعه و مذاکره است.
- عضو هیئت مؤسس «انجمن دفاع از آزادی مطبوعات» تابستان ۱۳۵۷
- عضو «انجمن بین‌المللی تحقیق در ارتباطات جمعی» از سال ۱۹۶۲
- عضو «انجمن بین‌المللی حقوق فضا» از سال ۱۹۶۷
- عضو «انستیتوی بین‌المللی ارتباطات»
- عضو « انجمن فرانسوی علوم ارتباطات و اطلاعات »، از سال ۱۹۸۳

## دیدگاه‌ها و نظرات

### اهمیت ارتباطات در توسعه
- کاظم معتمدنژاد از دو جهت برای ارتباطات در برنامه‌ریزی‌های توسعه ملی نقش مهمی در نظر گرفته است. او از یک سو، وسایل و امکانات گوناگون ارتباطی را جزء عوامل آگاهی‌دهی، هماهنگ‌سازی و سازماندهی مورد نظر در ارائه و اجرای طرح‌های مختلف توسعه می‌داند که در جلب همکاری‌ها و مشارکت‌های عمومی برای تامین نتایج مطلوب نقش و اثری تعیین کننده دارد و از سویی دیگر، از ارتباطات همانند مواردی چون درآمد سرانه و سطح سواد به عنوان یک شاخص توسعه یاد می‌کند و آن را جزء زمینه‌های اصلی توسعه، همچون کشاورزی، صنعت، آموزش و بهداشت دانسته و مقام ممتازی در برنامه‌های توسعه ملی برای آن‌ها در نظر گرفته است.
- وی با تاکید بر نقش اجتماعی وسایل ارتباط جمعی در توسعه تاکید می‌کند که آگاهی صحیح به کارکردهای واقعی مطبوعات، رادیو و تلویزیون و سینما برای سیاستگذاران و برنامه‌ریزان مملکتی بسیار سودمند است. زیرا در صورتی که مسئولان مختلف مملکتی به قدرت‌های بالقوه و بالفعل وسایل ارتباط جمعی وقوف کامل داشته باشند، می‌توانند در تصمیم‌گیری‌های سیاسی، اجتماعی، اقتصادی و... خویش در‌مورد مسائل مملکتی و همچنین برنامه‌ریزی برای توسعه و پیشرفت کشور، از آن‌ها به طور شایسته بهره گیرند و از دست زدن به بهره‌مندی‌های نامناسب در این زمینه که معمولا باعث محدودیت فعالیت مطبوعات و سایر وسایل ارتباط جمعی و یا استفادهٔ تبلیغاتی افراطی از آن‌ها می‌شود، خودداری کنند.
- وی با اشاره به تکنولوژی‌های نوین ارتباطی و به‌ویژه برنامه‌های تلویزیونی از طریق پخش مستقیم ماهواره‌ای و نظریه پردازی‌های خوش‌بینانه در مورد کاربردهای مثبت و شگرف ارتباطات که در دهه‌های گذشته با سخن گفتن از «دهکدهٔ جهانی»، «انقلاب الکترونی» و « موج سوم» و در سال‌های اخیر با تاکید بر فرارسیدن عصر «فرانوگرایی» و «جامعه اطلاعاتی» عرضه شده‌اند، بر لزوم توجه واقع‌بینانه و مصلحت‌اندیشانه و آینده‌نگری در این مورد تاکید می‌کند عدم اهمیت و نگاه نقادانه به این مباحث را باعث لطمه خوردن به کاربردهای مثبت ارتباطات برای توسعه ملی و برنامه‌ریزی و سیاست‌گذاری ارتباطی می‌داند.
- وی سال‌ها پیش، پیشنهاد ایجاد مرکزی را با عنوان «مرکز هماهنگی فعالیت‌ها و سازمان‌های ارتباطات کشور» ارائه و عنوان کرد که این مرکز می‌تواند با استفاده از اختیارات قانونی خود، کوشش‌های پژوهشی، برنامه‌ریزی و سیاست‌گذاری ارتباطی را با در نظر گرفتن چشم اندازهای آیندهٔ ارتباطات در صحنهٔ داخلی و عرصهٔ جهانی مورد حمایت قرار دهد و بر عملکردها و کاربردهای ارتباطات، نظارت و نقش هماهنگ کننده داشته باشد. وی ایجاد چنین مرکزی را برای از بین بردن دشواری‌ها و ناهماهنگی‌های کنونی و آماده ساختن سازمان‌ها و موسسات اداره کنندهٔ امور ارتباطی جهت ایفای نقش واقعی آن‌ها و کمک به توسعه و پیشرفت کشور سودمند می‌داند.[۹]

هر چند چنین مرکزی تاکنون در جمهوری اسلامی ایجاد نشده و رویکردی نیز در راستای تاسیس چنین مرکزی دیده نمی‌شود، ولی با تلاش‌های کاظم معتمدنژاد، مرکزی با عنوان «مرکز پژوهش‌های ارتباطات» با همکاری دانشگاه علامه طباطبایی و وزارت ارتباطات و فناوری اطلاعات در سال 1374 تاسیس شد.

### دیدگاه‌های انتقادی به نظریات ارتباطی
- ایشان به طور خاص در بین نظریه‌های خوشبینانه توسعه، نسبت به دو نظریهٔ «نوسازی» دانیل لرنر و «نشر نوآوری‌ها»ی اورت راجرز دیدگاه انتقادی‌تری دارد.

معتمدنژاد با انتقاد از نظریه نوسازی دانیل لرنر، نویسندهٔ کتاب «گذر از جامعهٔ سنتی: نوسازی خاورمیانه» که با طرح نظریهٔ نوسازی معتقد است، وسایل ارتباط جمعی افزایش دهنده همدلی عمومی و ایجادکنندهٔ جاذبه برای نوسازی جامعه بوده و خود این وسایل هم معیار و شاخص دگرگونی و هم عاملی برای دگرگونی به شمار می‌روند، خاطرنشان می‌کند که ارتباطات فراگردی جدا نشدنی از سایر فراگردهای اجتماعی و سیاسی ضروری برای توسعه و استقلال ملی بوده و برای مؤثر واقع شدن باید به طور نهادی با فراگردهایی همچون «هشیارسازی»، «سازماندهی»، «سیاسی‌گری» و «تکنیک‌دهی» ترکیب شوند.
- او همانند محققانی چون «پل لازارسفلد» معتقد است که اگر کاربرد وسایل ارتباط جمعی صحیح نباشد این نقش‌ها جنبهٔ منفی و مخرب پیدا کرده و به جامعه آسیب می‌رسانند.
- ایشان صراحتا از دو نظریهٔ «جریان آزاد اطلاعات» و «الگوی توسعه‌بخشی ارتباطات» به عنوان دو محور اصلی سلطه‌گری فرهنگی و ارتباطی ایالات متحدهٔ آمریکا در سطح گستردهٔ جهانی و در سطح داخلی کشورهای جهان سوم یاد می‌کند.[۱۱]

## خدمات

### خدمات دانشگاهی
- دانشیار دانشکدهٔ حقوق و علوم سیاسی و اقتصادی دانشگاه تهران ۱۳۴۴_۱۳۴۹.
- استاد و رئیس دانشکدهٔ علوم ارتباطات اجتماعی ۱۳۴۴_۱۳۵۹.
- استاد گروه علوم ارتباطات دانشکدهٔ علوم اجتماعی دانشگاه علامه طباطبایی، از ۱۳۶۰.
- استاد مهمان دانشگاه‌های فرانسه (پاریس و رن) ۱۳۶۲_۱۳۶۸.
- مدیر تحقیقات (استاد راهنمای رساله‌های دکتری) دانشگاه پاریس، از ۱۳۶۲
- مدیر بنیاد آموزش ارتباطات، تبلیغات و بازاریابی انگلستان (به همراه حمید نطقی و نیومن هارت)، ۲۶ مهر ۱۳۵۶

### خدمات مطبوعاتی
- عضو هیئت تحریریه و مدیر بخش اخبار و مقالات خارجی روزنامهٔ کیهان، ۱۳۳۶_۱۳۴۰.

### خدمات حقوقی
- وکیل پایه یک دادگستری، از سال ۱۳۴۶
- مشاور حقوقی اتحادیه بین المللی ارتباطات دور، از سال ۱۳۷۹ا[۱۲]

## افتخارات
- وی در سال تحصیلی ۷۴_۷۳ به عنوان استاد نمونهٔ دانشگاه‌های کشور، از دست هاشمی رفسنجانی، ریاست جمهوری وقت، لوح تقدیر دریافت کرد.

- همچنین معتمدنژاد در ۱۳۸۴ خورشیدی و بر اساس مصوبهٔ هیئت دولت نشان درجه یک دانش را از رئیس‌جمهوری وقت دریافت کرد.[۱۳]
- برگزاری مراسم تکریم توسط بنیاد نخبگان استان خراسان جنوبی (زادگاه ایشان) با حضور جمعی از چهره های علمی و فرهنگی کشور، شاگردان ایشان و استعدادهای برتر بنیاد ملی نخبگان در سال ۱۳۹۵

## آثار کاظم معتمدنژاد
کتاب و جزوه با تکثیر محدود:
- اجلاس جهانی سران دربارهٔ جامعه اطلاعاتی. تهران: مرکز پژوهش‌های ارتباطات، ۱۳۸۲، ۲۴۴ ص.
- ارتباطات بین‌الملل. تهران: دانشگاه علامه طباطبایی؛ دانشکده علوم اجتماعی، مهر ۱۳۶۹، ۳۱۴ ص.
- ارتباطات بین‌المللی. تهران: دانشگاه علامه طباطبایی؛ دانشکده علوم اجتماعی، ۱۳۷۲، ۲۰۷ ص.
- ارتباط جمعی غربی و انقلاب اسلامی ایران: بازنگری انتقادی نظریه‌های غربی توسعه بخشی ارتباطات در جهان سوم و تحقیق در پوشش خبری انقلاب اسلامی ایران در وسایل ارتباط جمعی غرب. تهران: سازمان خبرگزاری جمهوری اسلامی ایران، تابستان ۱۳۶۷، ۳۴ ص.
- ارتباطات در خدمت انسان‌ها: برنامه بزرگ یونسکو برای سال‌های ۱۹۸۴–۸۵. تهران: دانشگاه علامه طباطبایی؛ دانشکده علوم اجتماعی، آذر ۱۳۶۲، ۹۰ ص.
- ارتباطات و وسایل ارتباطی. تهران: دانشکده علوم ارتباطات اجتماعی، بدون تاریخ، ۳۳۷ ص.
- ارتباطات و وسایل ارتباطی. تهران: دانشکده علوم ارتباطات اجتماعی، ۱۳۵۴، ۵۱ ص.
- حقوق ارتباط جمعی. تهران: دانشگاه علامه طباطبایی؛ دانشکده علوم اجتماعی، مهر ۱۳۶۹، ۲۶۳ ص.
- حقوق ارتباط جمعی. تهران: دانشگاه علامه طباطبایی؛ دانشکده علوم اجتماعی، بدون تاریخ، ۲۳۶ ص.
- تحلیل محتوای رادیو ایران تهران: انتشارات مرکز تحقیقات دانشکده علوم ارتباطات اجتماعی، ۱۳۵۳،
- حقوق مطبوعات. تهران: مرکز مطالعات و تحقیقات رسانه‌ها،
- روزنامه‌نگاری. تهران: دانشکده علوم ارتباطات اجتماعی، ۱۳۵۰، ۴۳۷ ص. (با همکاری ابوالقاسم منصفی)
- روزنامه‌نگاری: با فصلی جدید در بازنگری روزنامه‌نگاری معاصر. تهران: سپهر، ۱۳۶۸(چ۳)، ۵۶۶ ص. (با همکاری ابوالقاسم منصفی)
- روش تحقیق در محتوای مطبوعات: با کلیاتی دربارهٔ تجزیه و تحلیل در ارتباطات جمعی. تهران: دانشکده علوم ارتباطات اجتماعی، ۱۳۵۶، ۴۹۰ ص.
- روش مطالعه و بررسی مطبوعات. تهران: دانشکده علوم ارتباطات اجتماعی، ۱۳۴۹، ۱۸۰ ص.
- کتابشناسی ارتباطات جمعی در جهان سوم. تهران: دانشکده علوم ارتباطات اجتماعی، ۱۳۵۸، ۳۷ ص.
- ماکت سازی و صفحه بندی. تهران: دانشکده علوم ارتباطات اجتماعی، ۴۹–۱۳۴۸، ۶۷ ص. (با همکاری ابوالقاسم منصفی)
- مصاحبه و رپرتاژ. تهران: مؤسسه عالی علوم ارتباطات اجتماعی، ۴۹–۱۳۴۸، ۹۸ ص. (با همکاری ابوالقاسم منصفی)
- مطالعات و تحقیقات انتقادی در ارتباطات اجتماعی. تهران: صدا و سیما؛ واحد تحقیقات اجتماعی و ارزشیابی برنامه‌ها، مهرماه ۱۳۶۸، ۶۲ ص.
- مطالعات و تحقیقات انتقادی در ارتباطات اجتماعی. تهران: سازمان خبرگزاری جمهوری اسلامی، تابستان ۱۳۶۷، ۱۵ ص.
- مطبوعات، تبلیغات و افکار عمومی. تهران: دانشگاه تهران، دانشکده حقوق و علوم سیاسی و اقتصادی، ۱۳۴۵، ۱۰۱ ص.
- مطبوعات و وسایل خبری: ارتباطات و مطبوعات در دنیای امروز. تهران: مؤسسه عالی مطبوعات و روابط عمومی، ۱۳۴۶، ۱۷۰ ص.
- وسایل ارتباط جمعی. تهران: دانشکده علوم ارتباطات اجتماعی، ۱۳۵۵، ج اول، ۴۳۴ ص.
- وسایل ارتباط جمعی؛ جلد یکم: چاپ دوم با اصلاحات و اضافات. تهران: دانشگاه علامه طباطبایی، ۱۳۷۱(چ۲)، ۴۵۳ ص (ج۱).
- وسایل ارتباط جمعی و خبری. تهران: مؤسسه عالی علوم ارتباطات اجتماعی، ۱۳۴۸، ۱۴۵ ص.
- وسایل ارتباطی و خبری (ارتباطات و وسایل ارتباطی). تهران: مؤسسه عالی علوم ارتباطات اجتماعی، بدون تاریخ، ۳ ج.
- متن کامل سخنان ارائه شده در سمینار مدیران روابط عمومی‌های وزارت پست و تلگراف و تلفن. تهران: وزارت پست و تلگراف و تلفن؛ روابط عمومی، ۱۳۷۲، ۱۰ صفحه.